# Гай Епидий Марул
Гай Епидий Марул (Gaius Epidius Marullus) e политик на късната Римска република през 1 век пр.н.е. по време на убийството на Цезар.
През 44 пр.н.е. Епидий Марул e народен трибун. Консули тази година са Гай Юлий Цезар и Марк Антоний. Той маха заедно с колегата си Луций Цезеций Флав диадемата от Цезаровата статуя на Ростра. Цезар с помощта на трибуна Хелвий Цина го маха от Сената.
Епидий Марул е герой в драмата Юлий Цезар на Шекспир.